# Red Bull RB8
A Red Bull RB8 egy Formula–1-es versenyautó, amit a Red Bull Racing tervezett és versenyeztetett a 2012-es Formula–1 világbajnokság során. Pilótái a címvédő Sebastian Vettel és Mark Webber voltak, a teszt- és tartalékpilóta pedig Sebastian Buemi. Az autó Vettel által adott beceneve "Abbey" volt.

## Áttekintés
Már a szezonkezdet előtt bejelentette a csapat, hogy nem sietnek az előző évben a Lotus által kifejlesztett reaktív felfüggesztés adaptálásával, ami végül jó döntésnek bizonyult, mert az FIA betiltotta azt. Ahogy a legtöbb autó abban a szezonban, az RB8-as is jellegzetes, kacsacsőrre emlékeztető lépcsőzetes orrot kapott, ugyanis biztonsági okokból lejjebb kellett helyezni az orrkúpot, aerodinamikailag viszont a magasan elhelyezett kasztni volt a kedvezőbb. A lépcsőbe bekerült egy kivágás, ami a pilóták hűtését szolgálta.
A brit nagydíjon 25 ezer rajongó által beküldött képből készített "Wings For Life" festést használtak.
Az RB8-as szabályosságát mindazonáltal folyamatosan megkérdőjelezték az idény során a riválisok. Különösen így volt ez a padlólemez hátsó részén található mélyedés kapcsán. A Red Bull szerint ez teljesen szabályos volt, és a szezon elején is megkapta a jóváhagyást, mindazonáltal a kanadai nagydíj előtt az FIA betiltotta azt, ezért a csapatnak át kellett terveznie az autót. A német nagydíjon egy sokkal komolyabb ügybe keveredett a csapat: az FIA technikai delegáltja, Jo Bauer jelentette a versenybíráknak, hogy szerinte szabálytalan beállításokat használ a csapat. A 2011-es évben a csapatok úgy próbáltak több leszorítóerőt generálni, hogy a motort átprogramozták, ami így a kipugofón keresztül több gázt juttatott ki, ami a diffúzorba kerülve végül nagyobb leszorítóerőt generált. 2012-re ezt betiltották, sőt a szabályok azt is előírták, hol kell lennie a kipufogó nyílásának, emellett a gázadásnak és az autó által produkált forgatónyomatéknak egyenes arányban kellett állniuk egymással. A Red Bullt azzal gyanúsították, hogy a lassabb kanyarokban ezzel trükköznek, és a forgatónyomaték aránya kisebb a gázadáséhoz képest. Ugyan lényegesen kisebb hatékonysága volt, mint akár csak 2011-ben, Bauer mégis úgy gondolta, hogy a csapat ezzel leszorítóerőt nyer, ráadásul egyfajta kipörgésgátló mechanizmusként is funkcionálhat bizonyos körülmények között. AZ FIA mindazonáltal tisztázta a csapatot, meggyőződtek róla, hogy nem áll fenn szabálytalanság és engedték őket versenyezni. Mindenesetre a magyar nagydíj előtt újra konkretizálásra kerültek a szabályok és ez is betiltásra került.
Szintén a magyar nagydíjon történt a harmadik botránya a csapatnak, amely során azzal vádolták meg őket, hogy a kanadai nagydíjon, amikor az FIA felhívta őket az autójuk megváltoztatására, szabályellenesen állítottak az autójuk hasmagasságán a parc fermé szabályok alatt. Az akkori szabályok ugyanis előírták, hogy a hasmagasságot kizárólag egy eszköz segítségével lehet állítani, a Red Bull viszont ennek kézzel tett eleget. Christian Horner elismerte, hogy változtattak, de azt tagadta, hogy bármi szabálytalan lett volna ebben.

## A szezon
A szabálymódosítások miatt megkeveredett a mezőny, így az idénynyitó ausztrál nagydíjon a Red Bull pilótái a harmadik sorból rajtolhattak, végül Vettel második, Webber negyedik lett. Hasonló volt a helyzet Malajziában, ahol viszont az esős körülmények miatt a futam már nem sikerült olyan jól. Kínában is épphogy lecsúsztak a dobogóról, majd a következő futamon, Bahreinben Vettel pole pozíciót ért el és nyert is. Ekkor vezette először a bajnokságot mind Vettel, mind a Red Bull. Spanyolországban ismét kevéssé szerencsés hétvégéjük volt, majd Monacóban Webber ért el pole pozíciót és nyerte meg a futamot. Ekkor a bajnokság úgy állt, hogy az első hat versenyt hat különböző pilóta nyerte, de csak a Red Bull volt arra képes, hogy mindkét pilótája győzzön. A McLaren, a Ferrari, a Mercedes és a Lotus is erős kihívókként léptek fel, de emellett figyelni kellett a nem túl erős, viszont meglepetéseket okozni képes Williams és Sauber csapatokra is, a bajnokság tehát továbbra is nyílt volt.
Kanadába az illegálisnak nyilvánított padlólemezük áttervezésével érkeztek, és Vettel hiába ért el pole pozíciót, a gumikopás miatt végül a dobogóról is lemaradt - Webber ugyanezzel a problémával küszködött. Ezt a futamot Lewis Hamilton nyerte meg, aki ezzel átvette a vezetést a bajnokságban. Valenciában Vettel ismét pole pozíciót szerzett, de motorhiba miatt kiesett, míg a mindössze a 19. helyről induló Webber egészen a negyedik helyig jutott. Ekkor már Fernando Alonso vezette a világbajnokságot, Vettel és Webber pedig visszaestek. A nyári szünet előtt ők álltak a bajnoki tabella második és harmadik helyén, egymástól mindössze két pontra, de már negyvenre lemaradva az éllovas Alonsótól. A Red Bull előnye 53 pont volt a második McLarenhez képest, de a bajnokság még ekkor is abszolút nyitott volt, több versenyzőnek és csapatnak is esélye volt a végső győzelemre.
A szünet utáni belga nagydíjon Vettel második, Webber hatodik lett, köszönhetően a nagy rajtbaleset utáni kavarodásnak is, amely miatt többek között Alonso nullázott. Olaszországban kettős kiesést szenvedtek el: Vettel ismét motorhiba miatt esett ki, Webber pedig egy csúnya baleset miatt. Szingapúrra a Red Bull "dupla DRS"-sel érkezett, ami eredetileg a Mercedes újítása volt, és nagyon hasonló volt a hatása a 2010 után betiltott F-csatornáéhoz. 2013-ra az eszközt betiltották, és még a Lotus kacérkodott vele, hogy be fogja vetni, de erre nem került sor. A Red Bullnak viszont fényesen bevált, ugyanis Vettel megnyerte a versenyt, ráadásul ezután Suzukában is nyerni tudott, így ő lett az első versenyző, aki két egymást követő futamon is győzni tudott. Mivel Alonso ezen a versenyen is nullázott, közte és Vettel közt a különbség 4 pontra olvadt, öt versennyel a vége előtt. Koreában Vettel ismét győzött, és ezzel átvette a vezetést a bajnokságban - ráadásul ez egy kettős győzelem volt, mert Webber másodikként futott be. Indiában sorozatban harmadszor lett a Red Bullé az első sor az időmérő edzésen - ez volt az első mesterhármasa a csapatnak, és az első eset 2007 óta, hogy ez megtörtént. Vettel ezt a versenyt is megnyerte, ez volt az utolsó győzelme az idényben. Webber sorozatban két kiesésével leírta saját győzelmi esélyeit, a bajnoki cím sorsa azonban Alonso és Vettel között a szezonzáró brazil nagydíjig nyitott volt. Vettel 13 pontos előnnyel érkezett, ami azt jelentette, hogy Alonsónak legalább harmadikként kell célbaérnie, ha Vettel nem is szerez pontot, viszont Alonso ha nyer is, Vettel nem lehetett jobb pozícióban, mint a negyedik hely. Ez elég halovány esélynek tűnt, mégis már a rajt után megpördült Vettel és az autója is megsérült, így az utolsó helyre esett vissza. Az esős körülmények okozta kavarodás miatt azonban vissza tudott jönni a versenybe - Alonso képtelen volt megelőzni az élen haladó Jenson Buttont, pedig Vettel csak a hatodik helyen ért célba, ha ez sikerült volna, ő lett volna a világbajnok, így viszont Vettel mindössze 3 pont előnnyel lett harmadszor is az.

## Eredmények
(Táblázat értelmezése)

(Félkövér: pole-pozícióból indult; dőlt: leggyorsabb kört futott) 

| Év   | Csapat          | Motor             | Gumik | Pilóták          | 1   | 2   | 3   | 4   | 5   | 6   | 7   | 8   | 9   | 10  | 11  | 12  | 13  | 14  | 15  | 16  | 17  | 18  | 19  | 20  | Pontok | Helyezés |
| ---- | --------------- | ----------------- | ----- | ---------------- | --- | --- | --- | --- | --- | --- | --- | --- | --- | --- | --- | --- | --- | --- | --- | --- | --- | --- | --- | --- | ------ | -------- |
| 2012 | Red Bull Racing | Renault RS27-2012 | P     |                  | AUS | MAL | CHN | BHR | ESP | MON | CAN | EUR | GBR | GER | HUN | BEL | ITA | SIN | JPN | KOR | IND | ABU | USA | BRA | 460    | 1.       |
| 2012 | Red Bull Racing | Renault RS27-2012 | P     | Sebastian Vettel | 2   | 11  | 5   | 1   | 6   | 4   | 4   | KI  | 3   | 5   | 4   | 2   | 22† | 1   | 1   | 1   | 1   | 3   | 2   | 6   | 460    | 1.       |
| 2012 | Red Bull Racing | Renault RS27-2012 | P     | Mark Webber      | 4   | 4   | 4   | 4   | 11  | 1   | 7   | 4   | 1   | 8   | 8   | 6   | 20† | 11  | 9   | 2   | 3   | KI  | KI  | 4   | 460    | 1.       |

† - nem fejezte be a futamot, de rangsorolták, mert teljesítette a versenytáv 90 százalékát